# 極小多項式
在抽象代數中，一個域上的代數元 {\displaystyle \alpha } 之極小多項式（或最小多項式）是滿足 {\displaystyle P(\alpha )=0} 的最低次首一多項式(多項式內最高次項之係數為1) {\displaystyle P}。此概念對線性代數與代數擴張的研究極有助益。

## 形式定義
設 {\displaystyle k} 為一个域，{\displaystyle A} 為有限維 {\displaystyle k}-代數。對任一元素 {\displaystyle \alpha \in A}，集合 {\displaystyle \{1,\alpha ,\alpha ^{2},\ldots \}} 張出有限維向量空間，所以存在非平凡的線性關係 ：
{\displaystyle \sum _{i=0}^{n}c_{i}\alpha ^{i}=0\quad (c_{i}\in k)}
可以假設 {\displaystyle c_{n}=1}，此時多項式 {\displaystyle f(X):=\sum _{i=0}^{n}c_{i}X^{i}} 滿足 {\displaystyle f(\alpha )=0}。根據多項式環裡的除法，可知這類多項式中只有一個次數最小者，稱之為 {\displaystyle \alpha } 的極小多項式。
由此可導出極小多項式的次數等於 {\displaystyle \dim _{k}k[\alpha ]}，而且 {\displaystyle \alpha } 可逆若且唯若其極小多項式之常數項非零，此時 {\displaystyle \alpha ^{-1}} 可以表成 {\displaystyle \alpha } 的多項式。

## 矩陣的極小多項式
考慮所有 {\displaystyle n\times n} 矩陣構成的 {\displaystyle k}-代數 {\displaystyle M_{n}(k)}，由於 {\displaystyle \dim M_{n}(k)=n^{2}}，此時可定義一個{\displaystyle n\times n} 矩陣之極小多項式，而且其次數至多為 {\displaystyle n^{2}}；事實上，根據凱萊-哈密頓定理，可知其次數至多為 {\displaystyle n}，且其根屬於該矩陣的特徵值集。
極小多項式是矩陣分類理論（若尔当标准型、有理標準形）的關鍵。

## 極小多項式與代數擴張
設 {\displaystyle k'} 為 {\displaystyle k} 的有限擴張，此時可視 {\displaystyle k'} 為有限維 {\displaystyle k}-代數。根據域的性質，極小多項式必為素多項式。元素的跡數及範數等不變量可以從極小多項式的係數讀出。